# Кім Мільтон Нільсен
Кім Мільтон Нільсен (дан. Kim Milton Nielsen, нар. 3 серпня 1960, Копенгаген) — данський футбольний суддя. Ім'я Кіма Мільтона-Нільсена пов'язано зі знаменитим скандалом після видалення Бекхема на чемпіонаті світу 1998 року у Франції.

## Біографія
Кім почав суддівську кар'єру ще в 15 років, в 1976 році. З 1986 року отримав право обслуговувати матчі чемпіонату Данії, а в 1988 році отримав міжнародну категорію ФІФА. Визнання до данського арбітра прийшло у 1993 році, коли був призначений на матч Суперкубка Європи між бременським «Вердером» (Німеччина) і «Барселоною» (Іспанія). Через рік, у 1994 році Нільсену довірили фінал Кубка УЄФА, а в 1996 році він отримав призначення на перший великий міжнародний турнір — чемпіонат Європи. Взагалі, що стосується змагань на рівні збірних, то жоден великий турнір, починаючи з Євро-1996, не проходив без участі Нільсена, але Євро-2004 став для нього останнім, оскільки в 2005 році він завершив кар'єру арбітра.
У Лізі чемпіонів Кім Мільтон Нільсен відсудив 53 матчі. У 2004 році він судив фінальний матч головного європейського клубного турніру між «Монако» і «Порту».
В 2005 році 45-річний Кім Мільтон Нільсен досяг вікового обмеження УЄФА і завершив кар'єру.

## Цікаві факти
- На чемпіонаті світу 1998 року данець відзначився неоднозначним видаленням Девіда Бекхема, коли той, будучи збитим аргентинцем Дієго Сімеоне, відмахнувся від кривдника ногою.[1]
- На початку сезону 2005/06 Нільсен запам'ятався вилученням нападника «МЮ» Вейна Руні, коли той, отримавши жовту картку, саркастично поаплодував арбітру.[2]